# Marjorie Henderson Buell

Little Lulú en una escena de "A bout with a trout"

Marjorie Henderson Buell (Filadèlfia, 11 de desembre de 1904 - Ohio, 30 de maig de 1993), coneguda amb el nom artístic de Marge, va ser una dibuixant de còmic estatunidenca. És coneguda per la col·lecció d'historietes Little Lulú.
Va publicar el seu primer còmic a Public Ledger quan tenia 16 anys, però no va ser fins a l'any 1925 quan va començar a publicar tires còmiques de forma regular amb la sèrie titulada The Boy Friend. Les seves il·lustracions van aparèixer en revistes com Collier's, Judge, Life, Country Gentleman i Ladies' Home Journal.
També va il·lustrar la novel·la de fantasia King Kojo de l'autora Ruth Plumly Thompson, amb qui tenia una relació d'amistat.
El juliol de 2006 la seva família va donar el seu fons personal a la biblioteca Schlesinger de la Universitat Harvard. La col·lecció incloïa cartes dels seus seguidors, llibres de còmic, retalls sobre les fites de la trajectòria de la Lulú i un joc complet dels dibuixos publicats en diaris.

## Little Lulú
L'obra per la qual Marge és més reconeguda és Little Lulú, que va aparèixer publicada per primera vegada l'any 1935 en forma de tira còmica al Saturday Evening Post. La protagonista de les historietes, la petita Lulú, era una nena amb vestit curt, cabells arrissats, i actitud sarcàstica. La història originalment era muda i bicromàtica però va anar evolucionant al llarg del temps.
Marge va deixar de publicar Little Lulú l'any 1947. A partir de llavors altres autors i empreses van publicar noves històries del personatge, però l'autora en va conservar els drets i el control creatiu. L'any 1971 va cedir els drets a Western Publishing, que va continuar publicant les històries de la Lulú fins a l'any 1984.

### Adaptacions i impacte social
L'any 1939 l'empresa Knickerbocker Toy Company va començar a fabricar nines de la Little Lulú per incentivar la subscripció a les revistes Post i Ladies' Home Journal.
L'any 1943 se'n va fer la primera adaptació televisiva.
A partir de l'any 1944 va ser la imatge promocional de la marca de mocadors Kleenex.
Entre l'any 1994 i 2011 va ser la imatge de l'organització sense ànim de lucre "Friends of Lulu'", orientada a promoure l'obra de dones dibuixants de còmic.